# Finanzwissenschaftliches Forschungsinstitut an der Universität zu Köln
Das Finanzwissenschaftliche Forschungsinstitut an der Universität zu Köln (FiFo Köln) ist ein gemeinnütziges Wirtschaftsforschungsinstitut.

## Träger, Forschungstätigkeit und Leitung
Rechtlicher und finanzieller Träger des Instituts ist die Gesellschaft zur Förderung der finanzwissenschaftlichen Forschung e. V. Mit der Universität zu Köln ist das Institut über eine institutionelle Kooperation verbunden.
Die Themenschwerpunkte in der Forschungsarbeit sind:
- Finanzpolitik
- Finanzausgleich
- Kommunalfinanzen
- direkte und indirekte Besteuerung
- Evaluierung staatlicher Subventions- und Steuermaßnahmen
- Umwelt- und Energiepolitik
- nachhaltige regionale Entwicklung

Das Institut wird größtenteils durch Drittmittel finanziert. Zu den Kunden und Auftraggebern gehören u. a. internationale Organisationen, nationale und regionale Regierungen, Kommunen, wissenschaftliche Stiftungen, Verbände und private Unternehmen.
Die aktuelle Direktion bilden Felix Bierbrauer, Sebastian Siegloch und Michael Thöne (Geschäftsführender Direktor) (Stand: 2023).

## Geschichte
Das heutige FiFo wurde im Mai 1927 als „Institut für internationale Finanzwirtschaft“ gegründet. Nachdem der Gründer Fritz Karl Mann aufgrund des Erstarkens der Nationalsozialisten 1936 nach Amerika geflohen war und zusätzlich 1939 der Zweite Weltkrieg begonnen hatte, wurde die Forschung nahezu eingestellt. Erst durch die Gründung der Gesellschaft zur Förderung der finanzwissenschaftlichen Forschung e. V. im Februar 1949 und eine enge Kooperation mit der Universität zu Köln konnte die Forschung unter der Leitung von Günter Schmölders wieder aufgenommen werden. Unter seinem Nachfolger Karl-Heinrich Hansmeyer (1972–1993) und durch eine Erweiterung des Themenfeldes um die damals noch junge Umweltökonomie konnte das FiFo weiter wachsen. Seitdem wurde das Institut unter anderem von Klaus Mackscheidt und dem heutigen Präsidenten des ifo Institut für Wirtschaftsforschung, Clemens Fuest, geleitet.